# Kurzyna Mała
Kurzyna Mała – wieś w Polsce położona w województwie podkarpackim, w powiecie niżańskim, w gminie Ulanów.
| SIMC    | Nazwa      | Rodzaj     |
| ------- | ---------- | ---------- |
| 0809204 | Borsuczyny | przysiółek |
| 0809227 | Mieszyce   | przysiółek |
| 0809233 | Wymysłów   | przysiółek |
| 0809196 | Zakurzynka | część wsi  |

W latach 1975–1998 miejscowość administracyjnie należała do województwa tarnobrzeskiego.
10 lipca 1943 wieś została spacyfikowana przez oddziały Wehrmachtu i SS. Trzech mieszkańców Niemcy zamordowali a kilku wywieźli do obozu w Budzyniu.

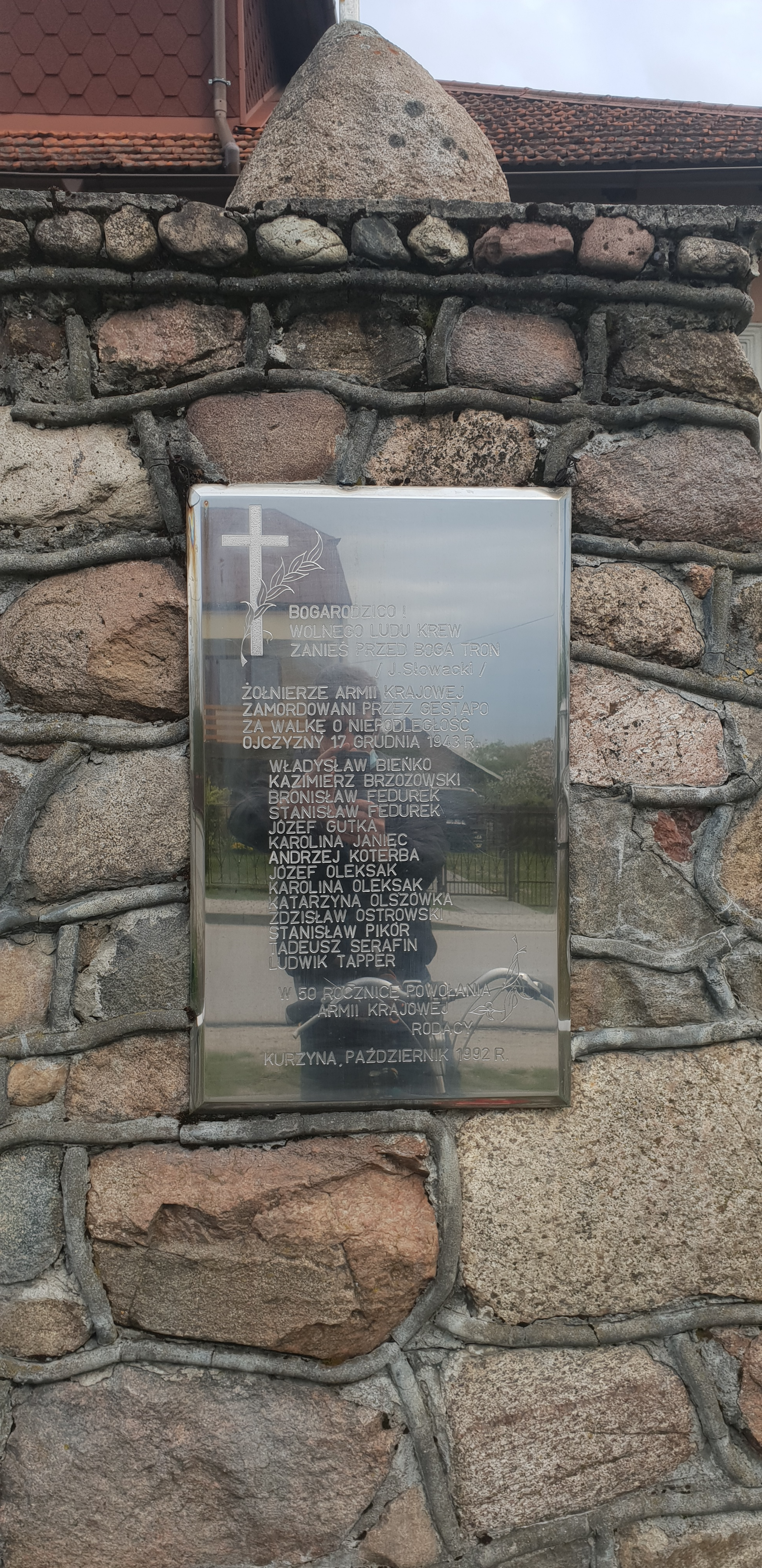
Tablica pamiątkowa

17 grudnia 1943 Gestapo zamordowało 14 mieszkańców wsi - członków AK. Ich pamięci została odsłonięta tablica pamiątkowa w 1992r.